# Скуфис, Джеймс
Джеймс Джордж Ску́фис (англ. James George Skoufis; род. 1987, Флашинг, Куинс, Нью-Йорк, США) — американский политик-демократ, член Сената и Ассамблеи штата Нью-Йорк. Выиграв выборы в ноябре 2012 года, стал самым молодым на тот момент членом Легислатуры штата Нью-Йорк.

## Биография
Родился в греческой семье. Родители Джеймса, Джордж и Донна Скуфисы, родом из Греции, и являются малыми предпринимателями. Имеет сестёр Мелиссу и Анну Марию. В 1995 году семья перебралась в Вудбери (Ориндж).
В 2005 году окончил среднюю школу Монро-Вудбери.
Окончил Университет Джорджа Вашингтона со степенью бакалавра наук (2008) и Колумбийский университет со степенью магистра наук (2009).
В 2009—2012 годах — менеджер по проектам в фирме по производству охранной электроники «Amerigard Alarm and Security Corporation».
В 2009—2012 годах — член городского совета Вудбери. В 2011 году отличился во время урагана «Айрин», возглавив местные усилия по оказанию чрезвычайной помощи пострадавшим семьям.
В 2013—2019 годах — член Ассамблеи штата Нью-Йорк.
С 2019 года — член Сената штата Нью-Йорк.